# Бриллюэн, Леон
Лео́н Николя́ Бриллюэ́н (фр. Léon Nicolas Brillouin 7 августа 1889, Севр, Франция — 4 октября 1969, Нью-Йорк, США) — французский и американский физик, основатель современной физики твёрдого тела.

## Биография

### Ранние годы (1889—1912)
Семья Бриллюэна имела глубокие научные традиции. Его прадед по материнской линии, Шарль Брио, занимал должность профессора в Сорбонне, дед, Элётэр Маскар, преподавал экспериментальную физику в Коллеж де Франс и был известен работами в области оптики и земного магнетизма. Его отец, Марсель Бриллюэн в течение 32 лет заведовал кафедрой теоретической физики в Коллеж де Франс и был признанным физиком-теоретиком.
В 1908 году Бриллюэн-младший поступил в Высшую нормальную школу в Париже, где до этого учился и его отец. Ему не нравился курс физики, преподаваемый в то время в школе, поэтому он отлынивал от занятий, посещая курсы Поля Ланжевена в Коллеж де Франс, на которых впервые узнал про только зарождавшиеся тогда теорию относительности и квантовую механику. Будучи впечатлён, он прослушал также и курсы Жана Перрена по атомной физике и Мари Кюри по радиоактивности.

### Работа в Мюнхене (1912—1913)
В 1912 году окончил Высшую нормальную школу, получив степень «агреже», после чего провёл год в Мюнхене, где работал с одним из основоположников атомной физики Арнольдом Зоммерфельдом, возглавлявшим Институт теоретической физики при Мюнхенском университете. В этот период Бриллюэн выполнял свою первую крупную научную работу «Распространение света в рассеивающих средах», опубликованную позже в «Annalen der Physik». Проявив в этой работе свои способности в области математической физики, Бриллюэн показал, что в средах в зонах аномального рассеяния наравне с фазовой и групповой скоростями необходимо выделять «скорость распространения сигнала» и «скорость распространения энергии». Также в Мюнхене Бриллюэн познакомился с первыми квантовыми теориями твёрдого тела, в частности квантовой теорией удельной теплоёмкости, развитой в работах Эйнштейна, Дебая, Борна и фон Кармана

### Первая мировая война (1914—1918)
В июне 1913 года Бриллюэн вернулся в Париж и начал работы над своей диссертацией, носившей предварительное название «Теория твёрдых тел и квантов». Однако начавшаяся в 1914 году Первая мировая война, прервала его исследования. Он был призван в армию, где на должности лейтенанта армейской радиослужбы работал над улучшением телеграфной связи. Работа проходила в лаборатории генерала Ферье, где вместе с Бриллюэном трудились такие учёные как Анри Абрагам, Морис де Бройль и Луи де Бройль. Считается, что эта работа наложила свой отпечаток на дальнейшую деятельность Бриллюэна, который занимаясь сугубо теоретическими вопросами, старался не забывать о практической применимости получаемых результатов.

### Теоретические исследования во Франции (1918—1939)
В 1920 году Леон Бриллюэн, наконец, защитил диссертацию. С 1921 по 1931 годы он читал лекции по радиофизике в Высшей электротехнической школе. В этот период он дважды, в 1924 и 1928 годах посещал Канаду и США. В 1928 году преподавал теоретическую физику в Сорбонне, а затем в течение четырёх лет — в Институте Анри Пуанкаре. В 1932 году был назначен заведующим кафедры теоретической физики в Коллеж де Франс, которую до Леона Бриллюэна возглавлял его отец. На этом посту находился до 1948 года.

### Вторая мировая война (1939—1945)
В 1939 году, находясь в США, Бриллюэн отметил плохое качество радиотрансляций из родной Франции, в то время как приём немецкого радио был отличным. Вернувшись на родину, он обратился в правительство с предложением о модернизации радиооборудования. Был назначен на должность директора французского радиовещания. Через месяц после этого началась Вторая мировая война, и Бриллюэн был вынужден уничтожить всё новое оборудование, чтобы оно не досталось оккупировавшим Францию немецким войскам. Чувствуя, что оставаться на родине для него небезопасно, Бриллюэн через Португалию уехал в США. Там он вместе со своим братом Жаком занимался проблемой распространения электромагнитных и акустических волн в волноводах. Им удалось усовершенствовать теорию магнетрона, внеся существенный вклад в развитие радиолокации, что имело большое значение для армии союзников.

### Работа в США после войны (1945—1969)
В США Бриллюэн преподавал в Висконсинском и Гарвардском университетах. После окончания войны остался в США, возглавляя с 1946 по 1949 годы кафедру в Гарварде, а с 1954 года — кафедру в Колумбийском университете.
В 1953 году Леон Бриллюэн был избран членом Национальной академии наук США, а в 1961 — Международной академии философских наук.

## Названы в его честь
- Зона Бриллюэна[5]
- Рассеяние Мандельштама — Бриллюэна[6]
- Формула Бриллюэна — Вигнера[7]
- Теорема Бриллюэна[8]
- Метод Вентцеля — Крамерса — Бриллюэна (Квазиклассическое приближение)[9]
- Метод Эйнштейна — Бриллюэна — Келлера[англ.]
- Функция Бриллюэна[10]